# Neoliberaler Institutionalismus
Der neoliberale Institutionalismus, oder auch nur schlicht Neoliberalismus, Neo-Institutionalismus oder Institutionalismus genannt (englisch: (neoliberal) institutionalism, neoliberalism), ist eine Theorie der internationalen Beziehungen, die das Entstehen und das Funktionieren von internationalen Organisationen erforscht.
Der neoliberale Institutionalismus erhebt den Anspruch, die einzige oder einzig nennenswerte Theorie des internationalen Institutionalismus zu sein, was jedoch von Vertretern des Funktionalismus, der Englischen Schule und der Staatenkartelltheorie bestritten wird. Als Teile oder Entwicklungsstufen des neoliberalen Institutionalismus
können die Interdependenztheorie und die Regimetheorie gelten, welche in den 1970er Jahren aufkamen.

## Historische Entwicklung
Für die Vertreter des neoliberalen Institutionalismus lautet die zentrale Fragestellung: „Unter welchen Bedingungen entsteht Kooperation in einer Welt von Egoisten ohne zentrale Autorität?“
Der neoliberale Institutionalismus entwickelte sich in den 1970er und 1980er Jahren in den USA als neuer Erklärungsansatz für Kooperationsmuster in der internationalen Politik. Seine Begründer und lange Zeit auch die wichtigsten Vertreter waren Robert O. Keohane, Joseph Nye und Stephen D. Krasner. 
Nach der Selbstdarstellung dieser Richtung sei bis in die 1980er Jahre hinein die Erforschung des Entstehens und Funktionierens internationaler Organisationen vor allem praktisch orientiert gewesen. In Ermangelung eines theoretischen Überbaus hätten dann Stephen Krasner im Jahre 1983 International Regimes und Robert Keohane 1984 After Hegemony veröffentlicht, die damit eine wissenschaftliche Debatte über das Wesen internationaler Organisationen anregten.
Kritiker jedoch werfen diesen Wissenschaftlern vor, gar nicht so originell gewesen zu sein, nämlich sich in den 1980er Jahren unausgewiesen bei der Theorie des internationalen Funktionalismus bedient zu haben. Der Vorwurf eines Plagiats wurde besonders dezidiert erhoben vom amerikanischen Politologen Philippe C. Schmitter. Dieser befand 2002 für einige „novelties“ der Internationalen Beziehungen – darunter besonders prominent Keohanes und Krasners „International Regime Analysis“– dass sie Übernahmen aus dem Neo-Funktionalismus darstellten: “And when there was some theoretical core it often sounded quite familiar to me. […] neo-functionalist thinking turned out to be very much alive, even if it was usually being re-branded as a different animal.”

## Grundannahmen
1. Als Akteure in der internationalen Politik sind sowohl die Staaten als auch die gesellschaftlichen Gruppen innerhalb der Staaten von Bedeutung. Zwar beeinflusst die innere Verfasstheit und die Interessenkonstellation innerhalb eines Staates dessen Außenpolitik, gleichzeitig kann das Verhalten der Staaten im internationalen Raum aber nicht ausschließlich auf den Einfluss gesellschaftlicher Gruppen reduziert werden.
2. Im Rahmen der Theorie der rationalen Entscheidung wird angenommen, dass die Akteure verschiedene Handlungsoptionen im Lichte ihrer Interessen rational bewerten, um schließlich die Handlung auszuwählen, die ihren Interessen am meisten entspricht.
3. Die Anarchie im internationalen System wird in zunehmendem Ausmaß von den Interdependenzen zwischen den einzelnen Staaten und Gesellschaften eingehegt.
4. Die transnationalen Interdependenzen bewirken ein gesteigertes Kooperationsinteresse der Akteure, was zur Bildung internationaler Institutionen führt. Die Institutionen entwickeln eine Eigendynamik, durch die sie das Verhalten der Staaten teilweise sogar über ihren Regelungsgehalt hinaus beeinflussen.[4]

Der verwendete Begriff von Kooperation stützt sich dabei auf zwei Annahmen:
- Auch wenn die Akteure unterschiedliche Ziele verfolgen, so verhalten sie sich doch rational und zielgerichtet.
- Kooperation verspricht den Akteuren Gewinne, wobei diese Gewinne für jeden Akteur nicht gleichartig oder gleich groß sein müssen.

Jeder Akteur hilft den anderen, ihre Ziele zu erreichen in der Erwartung, auch seine eigene Position zu verbessern. Dadurch entsteht eine wechselseitige Änderung der Politik, wodurch alle Seiten schließlich besser dastehen.
Die zentrale Hypothese des Neoinstitutionalismus ist daher, dass die internationale Politik geprägt wird durch die Regeln und Normen, die in internationalen Institutionen verankert sind. Demzufolge befasst sich der Neoinstitutionalismus insbesondere mit den Fragen, unter welchen Umständen internationale Institutionen zustande kommen, wie sie auf die internationale und die Innenpolitik der beteiligten Staaten wirken und wie sie konstruiert sein müssen, um Wirksamkeit zu entfalten.
In Abgrenzung zur Theorie des Neorealismus postuliert Keohane, dass Staaten trotz der anarchischen Verfasstheit des internationalen Systems auch außerhalb der „high politics“ kooperieren können. Im Gegensatz zur neorealistischen Theorie sind Staaten nicht nur an relativen Gewinnen, sondern auch an absoluten Gewinnen interessiert, so dass Interdependenzen laut dieser Theorie nicht zu Instabilität führen, sondern zu Kooperation und Stabilität beitragen können.
Dabei unterscheidet Keohane klar zwischen Konventionen, Regimen und Organisationen als unterschiedliche Stufen der Integration in übergreifende Systeme. Konventionen bezeichnet er als informelle Regeln, welche nicht fixiert sind, jedoch trotzdem ihre Geltung entfalten (zum Beispiel: Konvention des roten Teppichs). Regime sind Normen und Werte, welche in Form von Verträgen greifbar geworden sind (zum Beispiel: Klimaabkommen) und somit „verhandelte Ordnungen“ darstellen. Organisationen sind „zweckdienliche Einheiten, die in der Lage sind, Aktivitäten zu registrieren und zu überwinden und darauf zu reagieren“ (Keohane).
Diese Fragen werden mit Hilfe verschiedener Theorieansätze bearbeitet, die mit ihrer Erklärung auf unterschiedlichen Ebenen ansetzen: Die Konfliktgegenstandstheorie leitet die Wahrscheinlichkeit der Institutionenbildung vom Typ des jeweiligen Konfliktgegenstandes ab. Je nachdem, wie der Konfliktgegenstand von den Konfliktparteien bewertet wird, kommt demnach eine durch die Bildung internationaler Institutionen regulierte Konfliktbearbeitung leichter oder schwieriger zustande. Bei Wertekonflikten ist eine kooperative Konfliktbearbeitung sehr unwahrscheinlich, bei Mittelkonflikten – also Konflikten um das adäquate Mittel zur Erreichung eines gemeinsam angestrebten Ziels – hingegen ist eine institutionell gestützte kooperative Konfliktbearbeitung sehr wahrscheinlich. Bei Interessenkonflikten wird zwischen solchen über absolut bewertete Güter (die Konfliktparteien wollen dasselbe Gut, von dem es aber nicht genug für alle gibt) und solchen über relativ bewertete Güter (es kommt den Konfliktgegnern in erster Linie darauf an, von einem Gut mehr zu besitzen als die anderen) unterschieden. Nach der Konfliktgegenstandstheorie sind erstere einer kooperativen Konfliktbearbeitung leichter zugänglich. Die Theorie der Interessenkonstellationen unterscheidet zwischen verschiedenen Interessenkoalitionen, bei denen die Wahrscheinlichkeit der institutionellen Konfliktbearbeitung von der jeweiligen Situation der beteiligten Akteure abhängig gemacht wird. Dabei wird die Unterscheidung der Interessenkonstellationen entweder lediglich auf der zwischenstaatlichen Ebene vorgenommen (situationsstruktureller Ansatz) oder auch die Interessenkonstellationen auf gesellschaftlicher Ebene in die Betrachtung einbezogen (Zwei-Ebenen-Ansatz). Mit Hilfe der Spieltheorie können interdependente Entscheidungssituationen formalisiert dargestellt werden (Vier-Felder-Schema), so dass deutlich wird, wie die Interessenverwirklichung jedes einzelnen Akteurs davon abhängt, wie die anderen Akteure versuchen, ihre Interessen zu verwirklichen.
Die Theorie über die Institutionenwirkung befasst sich nicht mit der Bildung, sondern mit der Wirkung von internationalen Institutionen. Sie geht davon aus, dass die Wirksamkeit oder Wirkungslosigkeit unterschiedlicher Institutionen sich aus dem Design der jeweiligen Institution heraus erklärt. Zentral ist dabei die Frage, ob das Design der Institution der jeweiligen Interessenkonstellation angemessen ist. Je nach Interessenkonstellation gelten also unterschiedliche Institutionendesigns als erfolgreich.

## Zum Begriff „Internationale Institution“
Als Institutionen werden an Normen orientierte Verhaltensmuster bezeichnet, die zu einer Angleichung wechselseitiger Verhaltenserwartungen der Akteure führen. Besonders wesentlich sind hierbei die Internationalen Regime und Organisationen.